# ستيفن أونيل
ستيفن أونيل (بالإنجليزية: Stephen O'Neill)‏ هو لاعب كرة القدم الغالية بريطاني، ولد في 19 نوفمبر 1980 في Strabane ‏ في المملكة المتحدة.